# Língua seneca
Seneca /ˈsɛnɪkə/ (em Seneca, Onödowá'ga: ou Onötowá'ka:) é a língua dos Senecas, uma das seis nações da liga dos Iroqueses. Cerca de 10 mil pessoas dessa etnia vivem nos Estados Unidos e Canadá, principalmente nas reservas do oeste de Nova Iorque (estado) e na reserva das 6 nações 40 em Brantford, Ontário. Hoje cerca de uma centena de pessoas a falam, mas já há esforços de revitalização desde 2013.

## Escrita
A língua seneca tem sua forma escrita bem simplificada com o uso do alfabeto latino. As vogais são sete: A, Ä, E, Ë, I, O, Ö; usam-se os ditongos Ae, Ai, Ao, Ea, Ei, Eo, Oi, Aë, Aö, Eö, Oë; as consoantees são 9: H, J, K, N, S, T, W, Y, ?/’.

## Consoantes
As consoantes Seneca sonoras são as Ressonantes /y/, /w/, /n/, e a  as Obstruentes  /t/, /k/, /s/, /j/, /h/, /ʔ/.
|                | Dental and alveolar | Postalveolar e palatal | Velar | Glotal |
| -------------- | ------------------- | ---------------------- | ----- | ------ |
| Nasal oclusiva | n                   |                        |       |        |
| Oclusiva       | t                   |                        | k     | ʔ      |
| Africada       | d͡z                  | d͡ʒ                     |       |        |
| Fricativa      | s                   | ʃ{                     |       | h      |
| Aproximante    |                     | j                      | w     |        |

#### Ressonantes

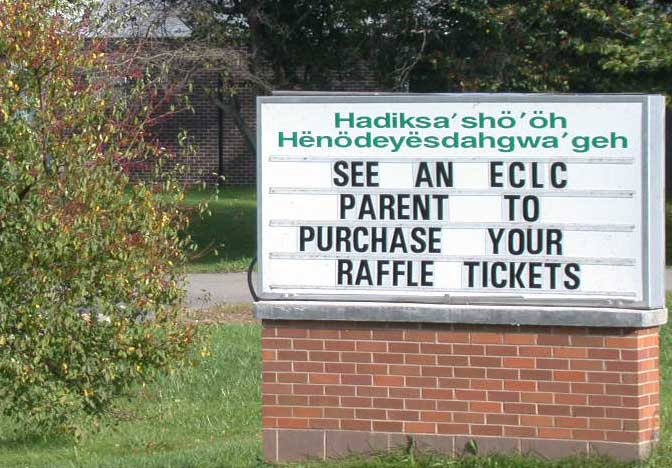
Sinal em língua seneca na reserva Cattaraugus

/j/ - é e uma palatina semivogal. Depois de um [s] a vogal tênue e fricativa [ç]. Após [h] é surda [j̊], em variação livre com um alofone fricativo [ç]. Depois de [k] é sonora e opcionalmente fricativa [j], em conjunto com um alofone fricativa [ʝ]. Caso contrário, é uma sonora não fricativa [y]. / w / é uma semivogal velar. É expressa arredondada [w]. / n / é liberada como apico-alveolar nasal [n̺].

#### Obstruentes
As obstruentes podem também ser sub-classificadas como obstruentes orais /t/, /k/, /s/, /dʒ/, obstruentes laringeais /h/ e /ʔ/.

##### Obstruentes orais
/ t / é uma parada apico-alveolar [t̺]. É surda e aspirada] [t]] antes de uma obstruente ou uma junção aberta (mas é dificilmente audível entre uma vogal nasalizada e uma junção aberta). É sonora e expressa [d̺] antes de uma vogal e ressonante.
/ k / é uma oclusiva dorso-velar [k]. É surda e aspirada [kʰ] antes de uma junção obstruente ou aberta. É sonora e liberada [g] antes de uma vogal ou ressonante.
/ s / é um espirante com articulação do sulco lâmina-alveolar [s]. É sempre surda e é fortis [s] em todo local, exceto entre vogais. Antes de [j] é palatalizado [ʃ]. É lenis [s˯] intervocalicamente.
/ dʒ / é uma africada alveolar sonora [dz]. Antes de [i] é opcionalmente palatalizado [dz] em variação livre com [dź].

##### Obstruentes laringeais
/h/ é um segmento surdo [h] “colorido” por uma vogal e / ou ressonante imediatamente anterior e / ou seguinte.
/ ʔ / é uma parada glotal [ʔ].

### Vogais
A vogais podem ser sub-classificadas em Orais /i/, /e/, /æ/, /a/, /o/, ou nasalisadas /ɛ/, /ɔ/.
|                | Anterior | Posterior |
| -------------- | -------- | --------- |
| Fechada        | i        | u         |
| Meio fechada   | e        | o         |
| Meio aberta    | ɛ̃        | ɔ̃         |
| (quase) Aberta | æ        | ɑ         |

A ortografia descrita aqui é aquela usada pelo Projeto de Educação Bilíngue Seneca.
As vogais nasais,  / ɛ̃ / e  / ɔ̃ /, são transcritas com trema no topo: ⟨ ë ö⟩. Dependendo do ambiente fonético, a vogal nasal ⟨ ë⟩ pode variar entre  [ɛ̃] e  [œ̃], enquanto ⟨ ö⟩ pode variam de  [ɔ̃] para  [ɑ̃]. As vogais longas são indicadas com um ⟨:⟩, enquanto a tonicidade é indicada com um acento aguda acima da letra.

#### Vogais orais
/ i / é uma vogal frontal alta [i].
/ e / é uma vogal frontal alta-média. Seu alofone alto [ɪ] ocorre na posição pós-concêntrica antes de [i] ou um obstruente oral. Seu baixo allophone [e] ocorre em todos os outros ambientes.
/ æ / é uma vogal frontal baixa [æ].
/ a / é uma vogal central baixa. Seu alto alofone [ʌ] ocorre em posição pós-consonantal antes de [i], [w], [j] ou de uma obstruente oral. Seu alofone baixo [ɑ] ocorre em todos os outros ambientes. Antes de [ɛ] ou [ɔ] é nasalizado [ã].
/ o / é uma vogal no posterior medial. É fracamente arredondada. Seu alofone alto [ʊ] ocorre em posição pós consonantal antes de [i] ou obstruente oral. Seu alofone baixo [o] ocorre em todos os outros ambientes.

#### Vogais nasais
/ is / é uma vogal frontal baixa-média. É nasalizado [ɛ̃].
/ ɔ / é uma vogal posterior. É fracamente arredondado e nasalizado [ɔ̃].

### Ditongos
Os seguintes ditongos são orais:  ae, ai, ao, ea, ei, eo, oa, oe, and oi.
Os ditongos nasais são aë, aö, eö, and oë.

### Fonemas prosódicos
A tonicidade é, ou forte – marcada com acento agudo, ou fraca – sem marcação.
A extensão da vogal é marcada por ⟨:⟩.
Juntura aberta é marcada por um espaço na palavra.

## Revitalização
Em 1998, foi fundada a “Seneca Faithkeepers School” como uma escola para ensinar a língua e as tradições Seneca para crianças.Em 2010, uma professora nível K-5 S de Seneca, Anne Tahamont foi reconhecida por seu trabalho com alunos na Silver Creek School na produção de documentação sobre a língua num trabalho denominado "Documenting the Seneca Language' using a Recursive Bilingual Education Framework" na Conferência Internacional sobre Documentação e Conservação de Línguas (ICLDC).
No verão de 2012

Menos de 50 falantes nativos da “Seneca Nation of Indians” concordaram no fato da língua estar em perigo de extinção. Felizmente um fundo Federal de U$200 mil,000 federal garantiu para o “Seneca Language Revitalization Program” uma parceria com o Rochester Institute of Technology que vai desenvolver para computador um catálogo amigável paraque futuras gerações possam estudar e falar a língua.
Esse programa de revitalização garante, premiado pelo “RIT's Native American Future Stewards Program, foi projetado para fortalecer a usabilidade da língua Seneca.

O projeto disponibilizará um dicionário e um guia da língua em forma de programa de uso amigável para computador." "Robbie Jimerson, estudante residente graduado no programa científico para computador do RIT da Reserva Indígena próxima a Buffalo, o qual trabalho no projeto, comentou: "Meu avô sempre disse que uma piada em Seneca té sempre mais engraçada do que em inglês."
Em janeiro de 20213, um "app" para a língua SEneca estava sendo desenvolvido.<ef>Diana Louise Carter (7 de janeiro de 2013). «Want to speak Seneca? There's an app for that». Press & Sun-Bulletin. Consultado em 12 de janeiro de 2013</ref>
No outono de 2012, pessoas que aprendiam Seneca o faziam com mentores que eram falantes fluentes nativos da língua e publicaram um jornal em Seneca, o ”Gae:wanöhge′! Seneca Language, disponível online.
Mesmo que a emissora de rádio WGWE (cujo sigla vem "gwe," a palavra Seneca com significado aproximado "what's up?") transmita basicamente em inglês, ela apresenta diariamente o programa "Seneca Word of the Day" antes do noticiário do meio-dia. Também divulga algumas canções em língua Seneca e por vezes usa a língua de forma intercalada em sua programação, sempre buscando aumentar a importância da língua junto ao público em geral.
Em 2013, foi difundido pelo rádio um evento de esportes totalmente falado na língua e alguns estudantes do ensino médio foram anunciantes num jogo de lacrosse.

## Amostra de texto
Wayatihãẽ’ ne nyakwai’ khuh ne tyihukwaes. Ne’ nyakwai’ thutẽcunih tyawe’ũh teyucũtaikũke’ũ thutẽcunih. Taneke’ũ tyihukwaes neke’ũ ẽyuhẽsek. Teyu’kœhtũk, teyu’koœhtũk, teyu’kœhtũk. Tyihukwaes wãẽ’: ẽyuhẽsek, ẽyuhẽsek, ẽyuhẽsek. Tanenekyũ’ tyihukwaes waatkwenii’. Tanekyũ’ kayũnih ne’ unẽh wa’uhẽt wa’u’kœ khuh. Tanenẽhke’ũ waunũ’khwẽ’ ne nyakwai’ taneke’ũ uthuchiyuu’ ne tyihukwaes haswe’nũkeh. Tanenẽ’kyũ’ kayũnih sẽniyũ tetya’tetanũ haswe’nũkeh ne’ tyihukwaes.
Português
O urso e a tâmia brigaram. O urso queria que fosse noite o tempo todo, diz-se . A Tâmia, diz-se, queria que houvesse dia e noite. O urso dizia: "Escuro todo o tempo, escuro o tempo todo  escuro o tempo todo" . A Tâmia disse: " Dia e noite, noite e dia, dia e noite". Então, diz-se, a Tâmia ganhou. É por isso que agora amanhece e anoitece. Então, diz-se , o urso ficou irritado . Ele arranhou a Tâmia nas costas. É por isso que a Tâmia tem três listras para nas suas costas.